# Kalki

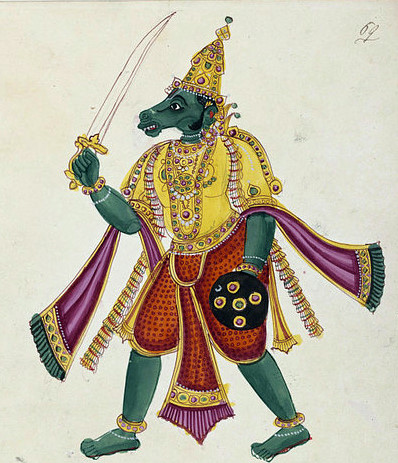
Kalki avatára

Kalki (dévanágari: कल्कि, jelentése:„örökkévalóság”, „fehér ló” vagy a „szenny pusztítója”) Visnu végső megtestesülése a hindu mitológiában, a négy egymást követő korszak (Szatja-juga, Tréta-juga, Dvápara-juga, Kali-juga) végén, a Kali-juga lezárásánál jelenik meg. A puránák megjósolták, hogy fehér lovon érkezik, lángoló karddal a kezében. A hindu eszkatológia szerint ő a hírnöke a végső időnek, ami megnyitja az utat a következő korszak, a Szatja-juga előtt, amellyel a csatur-juga, a négyes ciklus újra kezdődik.

## Kalki a szent szövegekben
Kalki az örökkévalóság és az idő metaforája. A Bhagavad-gíta így ír erről: „Idő vagyok, világok pusztítója...”. Eredete a szanszkrit „kalka” szó lehetett, ami tisztátalan mocskot jelent. Nevét „ocsmányság elpusztítójaként” a „sötétség, vagy tudatlanság lerombolójaként” is fordítják. A dél-indiai mitológiákban Kalki maga a fehér ló.
Kalki egyik legkorábbi említése a Visnu Puránában van, amely a Gupta Birodalom (320–550) regnálása körül született. Az Agni Purána az egyik legkorábbi purána, amelyben Buddha eljövetelét, mint avatárát említik. Már ez a purána is említi Kalkit és a korszak végét. Az Agni Purána a Vishnu Puránára támaszkodik. A Kalki Purána, ez a viszonylag kisebb terjedelmű szöveg adja Kalki legrészletesebb leírását.
A tibeti buddhizmus szent szövegei is megemlítik, például a Kalacsakra Tantra, ahol „Kalkin” néven szerepel. Ez a tantra a puránák számos próféciáját tükrözi. Szucsandra, az északkelet-indiai Sambhála-királyság uralkodója megkéri Buddhát, hogy adja át neki tanításait. A Srímad Bhágavatam szerint Kalki a legkiválóbb brahmanák gyermekeként Sambhála faluban jelenik meg, szülei a jámbor Visnujasa és Szumati.
Az Agni Purána jóslata szerint születése idején gonosz királyok élősködnek a jámbor hívőkön. Kalki Visnujasa fiaként születik meg, és spirituális tanítója Jadzsnavalkja lesz.
Parasuráma (a „Csatabárdos Ráma”, a Tréta-juga második, Visnu hatodik avatárája) igen hosszú életű lény („Csirandzsivi”), és a szentírások úgy vélik, hogy azért él, mert várja Kalki visszatérését. Ő lesz az utolsó Visnu avatára harci guruja, aki felkészíti őt a végső harcra, utasítja majd, hogy végezze el a súlyos vezekléseket, hogy megkapja mennyei fegyvereket a világ elpusztítására. Ezt követően ki fogja alakítani az erkölcsi törvényeket a négyszeres varna (a legfőbb kasztok elődei) formájában, és a társadalmat négy osztályba szervezi, ami után az emberek visszatérnek az igazság útjára. A puránák arról is hírt adnak, hogy az utolsó Visnu avatára, feladata végeztével elhagyja Kalki-formáját, és visszatér a mennybe, ezzel a Szatja-juga (vagy másképp a Krita-juga) eljöhet, mint már annyiszor korábban.